# Metakirchheimerita
La metakirchheimerita es un mineral uranilo-arseniato, por tanto dentro de la clase de los minerales fosfatos, y dentro de esta pertenece al llamado “grupo de la metaautunita”. Fue descubierta en 1958 en una mina cerca de Schenkenzell en la Selva Negra, estado de Baden-Wurtemberg (Alemania), siendo nombrada así en honor del alemán Franz W. Kirchheimer, famoso geólogo, paleontólogo e historiador de la minería.

## Características químicas
Químicamente es un uranilo-arseniato -o arseniato de uranilo- del cobalto, hidratado. Es menos hidratado que la kirchheimerita, no aprobada como mineral y que sería una variedad con 12 moléculas de agua en su fórmula.
El grupo de la metaautunita engloba a todos los uranilo-fosfatos y uranilo-arseniatos.
Además de los elementos de su fórmula puede llevar como impureza hierro y níquel.

## Formación y yacimientos
Es un mineral de formación secundaria que aparece en la zona de oxidación de los yacimientos de otros minerales uraniloarseniatos.
Suele encontrarse asociado a otros minerales como: metakahlerita, novacekita, metaheinrichita, eritrina o uraninita.

## Usos
Extraído en las minas como mena del estratégico uranio. Debe ser manipulado con la debida precaución ya que la radiactividad que desprende es muy fuerte, mayor de 70 Bq/gramo.